# Eumera hoferi
Eumera hoferi är en fjärilsart som beskrevs av Eugen Wehrli 1934. Eumera hoferi ingår i släktet Eumera och familjen mätare. Inga underarter finns listade i Catalogue of Life.